# 尼古拉·舒比奇·兹林斯基

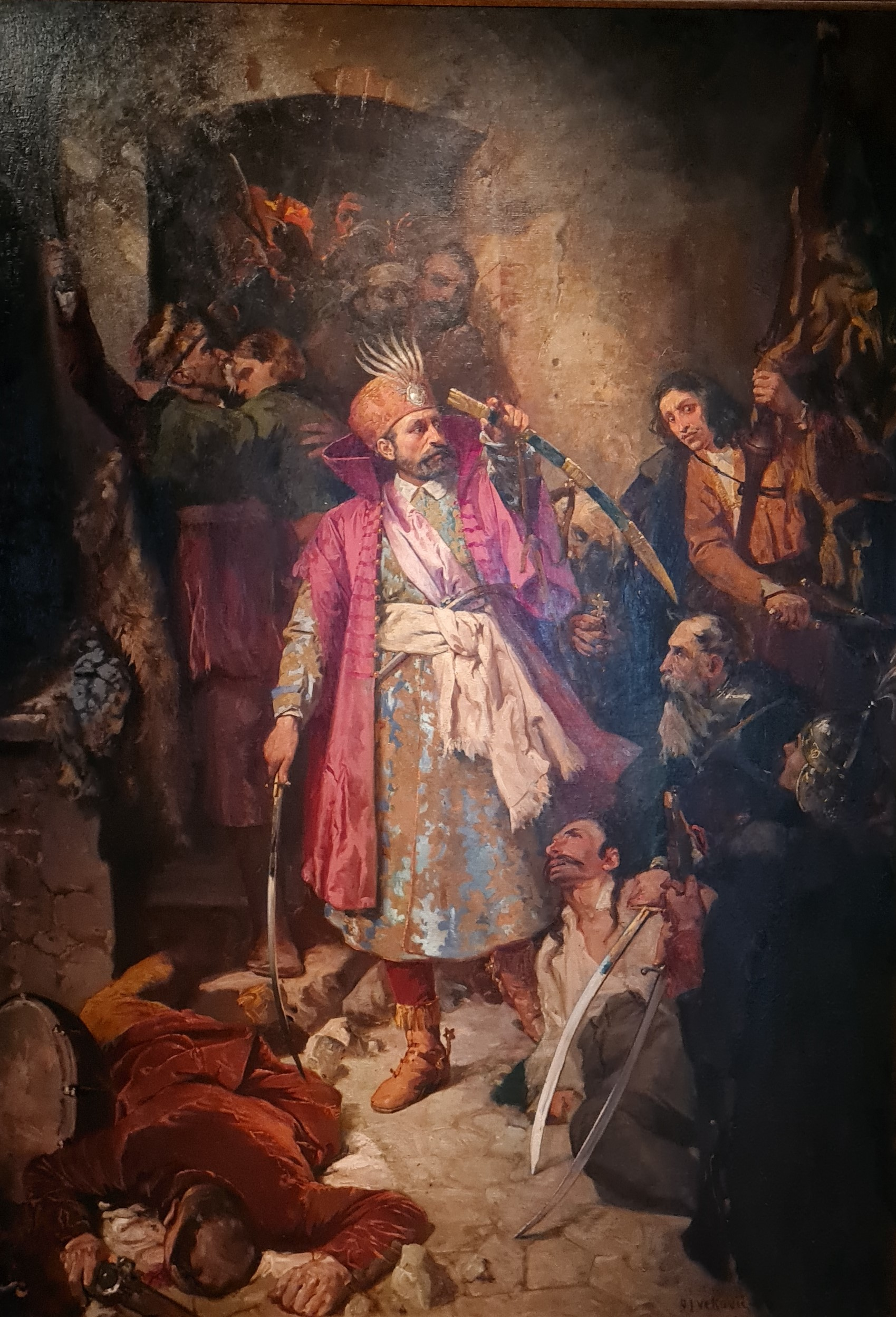
兹林斯基

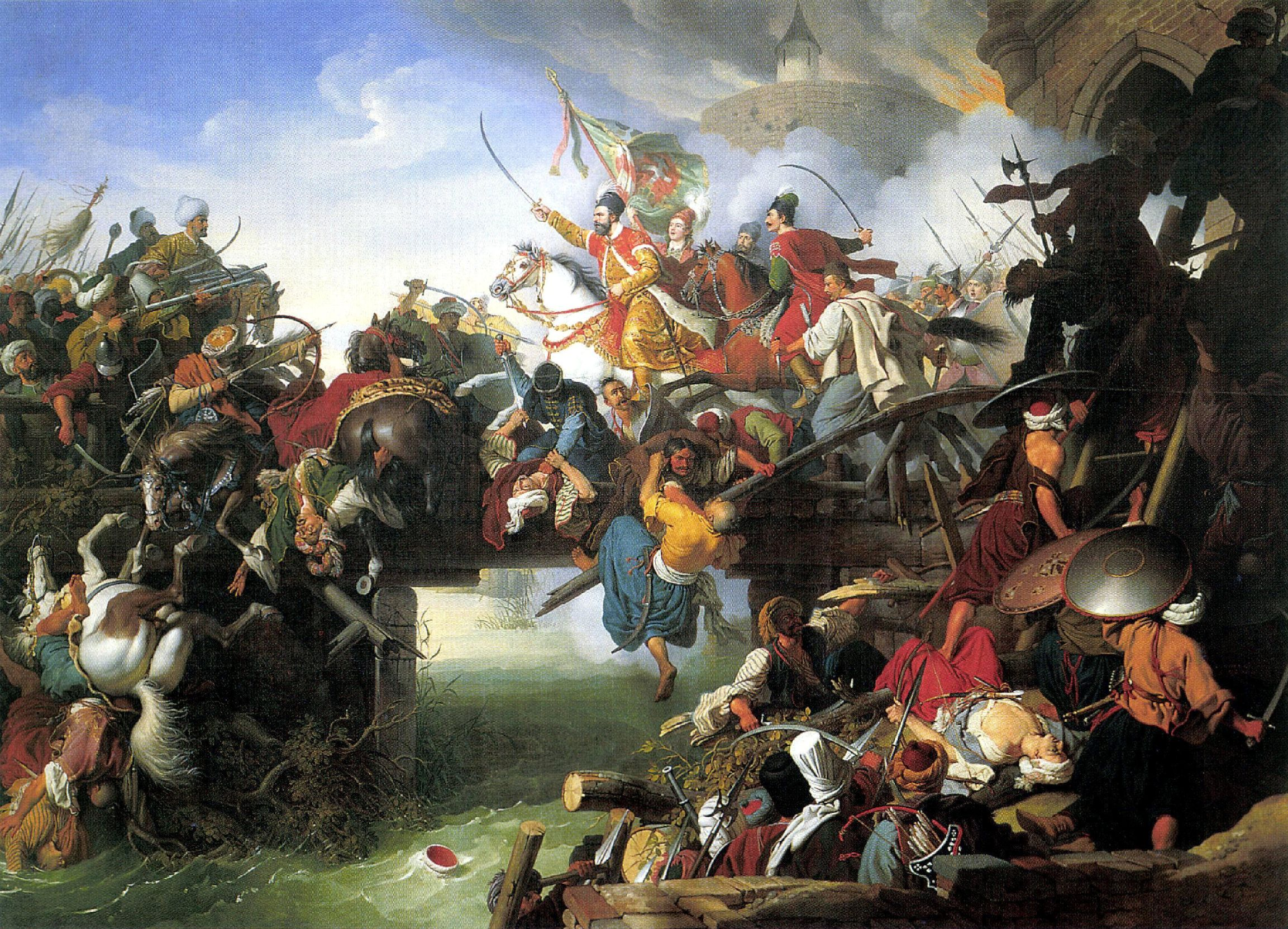
兹林斯基在其生命最后一天冲入奥斯曼军中战死

尼古拉·舒比奇·兹林斯基伯爵（塞爾維亞-克羅埃西亞語發音：[nǐkɔla ʃûbitɕ zrîːɲskiː]）又称兹里尼伊·米克洛什（匈牙利語發音：[ˈzriːɲi ˈmikloːʃ]，1508年—1566年9月7日），是一名克罗地亚和匈牙利贵族、两国的民族英雄。1542年至1556年任哈布斯堡王朝治下克罗地亚总督。
1566年匈牙利西盖特瓦尔战役期间，兹林斯基以两千三百人的兵力抵御苏莱曼大帝和索库鲁·穆罕默德帕夏十万大军。最后力战身亡，而苏莱曼也在战役中去世，土耳其人则放弃了征服计划，班师回国。
战事中，兹林斯基以寡敌众，在不断损失仅有兵力的情况下坚持到了无兵可用的境地，虽然兹林斯基所部全军覆没，但是他成功地将奥斯曼军队向维也纳进军的路线切断。南联盟铁托当政期间，克罗地亚人将其奉为民族象征，以对抗塞尔维亚化的趋势。在匈牙利，兹林斯基的事迹在孩童上学时就会被提到，长久以来被视为匈牙利最伟大的民族英雄之一。

## 生平
1508年，尼古拉出生于克罗地亚兹林。父亲名为尼古拉三世·兹林斯基，母亲爱莲娜·卡尔洛维奇，克尔巴瓦女公爵。其家族源自达尔马提亚，本姓德·布雷比里奥（De Brebirio），1347年匈牙利国王洛约什封其家族为兹林城主。
1529年，兹林斯基21岁。这年，他参与了维也纳围城战和佩斯守城战，战绩斐然。1546年，兹林斯基因资助哈布斯堡家族抗击土耳其人而获得了查科韦茨作为封地。随后他通过出口梅吉穆列产的家禽致富。哈布斯堡王朝的斐迪南一世赏识其勇武，便任命他为克罗地亚总督。兹林斯基担任总督直至1556年卸任。
兹林斯基家族之后也一直作为边境诸侯重镇为哈布斯堡效力。他的曾孙、克罗地亚总督尼古拉·兹林斯基·查科韦茨基建立了兹林书库，并根据其曾祖父的事迹，以匈牙利语写成史诗《西盖特瓦尔告急》（Szigeti veszedelem）。在克、匈两国人士的努力下，兹林书库的图书得以保存至今。